# Kadina
Kadina é uma cidade localizada na Península de Yorke, na Austrália Meridional. De acordo com o censo australiano de 2016, a população era de 4.587 habitantes.